# Código Tang
O Código Tang (chinês: 唐律; pinyin : Tang lǜ) foi um código penal que foi estabelecido e usado durante a Dinastia Tang na China. Suplementado por estatutos e regulamentos civis, tornou-se a base para códigos dinásticos posteriores, não apenas na China, mas em outras partes do leste da Ásia. O Código sintetizou interpretações legalistas e confucionistas do direito. Criado em 624 d.C. e modificado em 627 e 637 d.C., foi promulgado em 652 d.C. com 502 artigos em 12 seções e enriquecido com um comentário (o Tánglǜ shūyì 唐律疏議) em 653. Considerado uma das maiores conquistas da lei tradicional chinesa, o Código Tang é também o mais antigo código chinês a ser transmitido até o presente em sua forma completa.

## Origem e contexto
O código Tang teve suas raízes no código da dinastia Zhou do Norte (564), que se baseava nos códigos anteriores do Cao-Wei e do Jin Ocidental (268).  Com o objetivo de suavizar as leis anteriores e reduzir os castigos físicos (como mutilações) para apaziguar as tensões sociais nos territórios Tang recém-pacificados, foi criado em 624 d.C a pedido do imperador Gaozu de Tang. Após novas revisões em 627 e 637 sob o imperador Taizong, o código foi completado por comentários em 653, sob Gaozong.

### Organização e sistema de punições
| Seção | Nome |
| ----- | --- |
| I     | Definições e regras gerais |
| il    | Leis relativas à passagem para ou através de lugares proibidos (palácios imperiais, portões de cidades, muros, postos fronteiriços) |
| III   | Infrações cometidas por funcionários no exercício das suas funções                                                                  |
| IV    | Leis relativas às famílias camponesas (terras, impostos, casamentos)                                                                |
| V     | Leis relacionadas com coudelarias e armazéns do Estado                                                                              |
| VI    | Leis relativas ao levantamento de tropas                                                                                            |
| VII   | Crimes contra a pessoa e contra a propriedade                                                                                       |
| VIII  | Crimes cometidos no decorrer de brigas                                                                                              |
| IX    | Falsificação e falsificação |
| X     | Várias leis de caráter especial |
| XI    | Leis relativas à apreensão de pessoas culpadas                                                                                      |
| XII   | Leis relativas à administração da justiça                                                                                           |

O historiador e sinólogo francês Jacques Gernet chamou o Código Tang de "uma composição admirável de lógica impecável, apesar de seu tamanho e complexidade".  Os sinólogos americanos Wallace Johnson e Denis C. Twitchett o descreveram como "um sistema de justiça muito racional" no qual "tanto o acusador quanto os funcionários envolvidos tinham que ser cuidadosos para que não fossem punidos".  O Código Tang continha mais de 500 artigos divididos em doze grandes seções. 
A pena para uma ofensa foi determinada de acordo com dois fatores : 
- Ofensa: O Código Tang associava claramente cada ofensa a uma penalidade.
- Posição relacional :  Para os parentes, essa posição foi medida pelo tipo e duração do luto que deveria ser observado para cada grau de parentesco. As relações fora da família eram definidas de acordo com posições na hierarquia social encimadas pelo próprio imperador. Nessa hierarquia, os funcionários eram superiores aos homens comuns, que eram eles próprios superiores às pessoas de servos.  Por exemplo, um escravo que cometesse um crime contra seu senhor era punido mais severamente do que se uma pessoa comum tivesse cometido o mesmo crime. O mesmo delito cometido pelo senhor contra seu escravo, por outro lado, resultava em pena menor do que o mesmo crime cometido por pessoa comum.[1]

O magistrado local atuava como examinador e às vezes como investigador, mas seu papel final em casos legais era determinar a pena adequada para o delito cometido: ele tinha que fixar a natureza do delito conforme definido pelo código e aumentar ou reduzir a pena associada em função da relação social entre o infractor e a vítima.
O historicamente famoso wuting (em chinês: 五聽', ou cinco audiências') era uma técnica chinesa para extrair os fatos de um caso. Ao interrogar uma testemunha, o magistrado procurava atentamente cinco tipos de comportamento: "as declarações da pessoa, a expressão, a respiração, a reação às palavras do juiz e os olhos. um conhecimento de se a pessoa estava, de fato, dizendo a verdade." 
Se um magistrado fosse incapaz de decidir um caso com base em provas e depoimentos de testemunhas, ele poderia buscar a permissão de funcionários superiores para usar a tortura judicial. O acusado não poderia ser espancado mais de 200 golpes em até três interrogatórios realizados com pelo menos vinte dias de intervalo. Mas quando o acusado era capaz de suportar toda a tortura sem fazer uma confissão, o magistrado usava a mesma tortura no acusador. Se o acusador torturado admitisse fazer uma acusação falsa, ele receberia a mesma punição que teria sido infligida ao acusado se este tivesse sido condenado  O delito modulado de acordo com o grau de relação social determinava a pena final que podia ir da flagelação com um bastão da vime ou  com varas de bambu, ao trabalho penal, exílio com trabalho compulsório e morte por estrangulamento ou decapitação.